# Gaston Peyrouton Laffon de Ladebat
Pour les articles homonymes, voir Peyrouton et Laffon de Ladebat (homonymie).

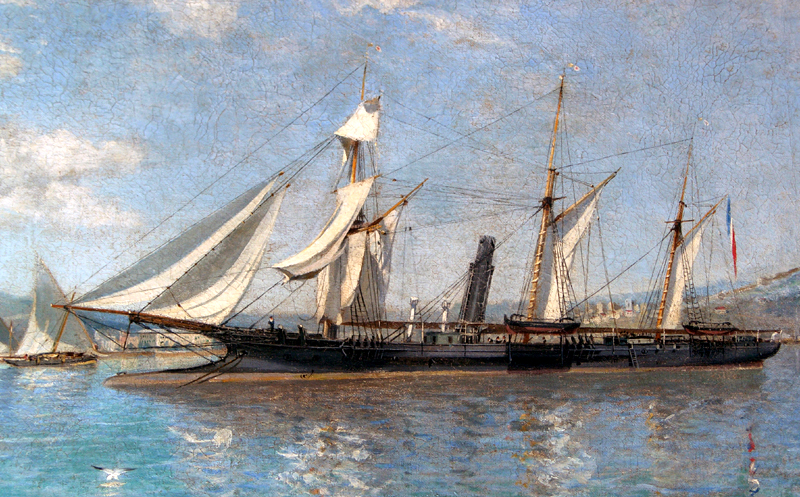
L'aviso Le Renard, que commandait Gaston Peyrouton Laffon de Ladebat
lors de son naufrage en 1885.

Gaston Peyrouton puis Peyrouton Laffon de Ladebat est un officier de marine français, commandant de l’École navale ainsi que du vaisseau école Le Borda en 1881.

## Biographie
Gaston Peyrouton né à Paris le 29 juillet 1841, il sort de l’École navale en 1860 et participe en mer à la campagne de Chine comme lieutenant de vaisseau. Il est fait chevalier de la Légion d’honneur en 1872.
Nommé capitaine de frégate, il prend le commandement de l'aviso Le Renard et part en mission en 1885 dans le golfe d'Aden. Prit dans un typhon lors de la traversée d’Obock à Aden, il disparaît en mer avec son navire dans la nuit du 3 juin 1885.
Gaston Peyrouton est un descendant en ligne féminine de l'armateur bordelais Jacques-Alexandre Laffon de Ladebat et du député abolitionniste André-Daniel Laffon de Ladebat en tant que neveu du vice-amiral André Émile Léon Laffon de Ladebat. C'est par un décret du 25 décembre 1867 qu'il a été autorisé à ajouter à son nom celui de la famille Laffon de Ladebat.
Gaston Peyrouton Laffon de Ladebat laisse après sa mort, un manuscrit autographe relatant sa navigation et ses escales durant les années 1862 et 1863.

## Sources et bibliographie
- Service Historique de la Défense, Archives de la Marine, Série A. Commandement de la marine 1715-1946[2]
- Dictionnaire des marins français, Étienne Taillemite, 1990[3].
- École Navale, Marine Nationale, AEN. http://www.anciens-navale.fr/[4],[5]